# Isuzu (tàu tuần dương Nhật)
Isuzu (tiếng Nhật: 五十鈴) là một tàu tuần dương hạng nhẹ thuộc lớp Nagara của Hải quân Đế quốc Nhật Bản. Tên của nó được đặt theo sông Isuzu gần đền Ise thuộc khu vực Chūbu của Nhật Bản. Isuzu từng được sử dụng rộng rãi trong Chiến tranh Thế giới thứ hai, và đã bị tàu ngầm Mỹ đánh chìm ngày 7 tháng 4 năm 1945 ngoài khơi Sumbawa trong vùng biển Java.

## Thiết kế và chế tạo
Isuzu là chiếc thứ hai được hoàn tất trong lớp Nagara, và giống như những chiếc cùng lớp, nó được dự định sử dụng như soái hạm của hải đội tàu khu trục.
Isuzu được đặt lườn tại xưởng đóng tàu của hãng Uraga Dock Company ngày 10 tháng 8 năm 1920, được hạ thủy ngày 29 tháng 10 năm 1921 và đưa vào hoạt động ngày 15 tháng 8 năm 1923.

## Lịch sử hoạt động

### Các hoạt động ban đầu
Không lâu sau khi được đưa ra hoạt động, Nagara được phân công tuần tra trên sông Dương Tử. Khi cường độ của cuộc Chiến tranh Trung-Nhật tiếp tục gia tăng, Nagara được gửi đến tuần tra dọc theo bờ biển miền Trung Trung Quốc, và hỗ trợ cho các cuộc đổ bộ lực lượng Nhật Bản lên miền Nam nước này.

### Giai đoạn mở đầu Chiến tranh Thái Bình Dương
Vào lúc xảy ra cuộc tấn công Trân Châu Cảng, Isuzu tham gia trận tấn công chiếm Hong Kong trong thành phần Hải đội Hộ tống 15 thuộc Hạm đội Viễn chinh Phương Nam 2 của Phó Đô đốc Kiyoshi Hara. Isuzu tiếp tục ở lại Hong Kong sau khi lự clượng Nhật Bản chiếm được nơi này vào cuối tháng 12 năm 1941 cho đến tháng 4 năm 1942, chỉ quay lại cảng nhà Mako thuộc quần đảo Pescadores một thời gian ngắn để hộ tống việc vận chuyển lực lượng tăng cường của Tập đoàn quân 25 Lục quân đến Singapore, Thái Lan và vịnh Cam Ranh tại Đông Dương thuộc Pháp.
Hải đội Hộ tống 15 bị giải thể vào ngày 10 tháng 4 năm 1942 và Isuzu được phân về Hải đội Tuần dương 16 dưới quyền chỉ huy của Chuẩn Đô đốc Kenzaburo Hara trực thuộc Hạm đội Viễn chinh Phương Nam 2 của Phó Đô đốc Ibo Takahashi, cùng với các tàu tuần dương Natori và Kinu, và được phân công tuần tra tại khu vực Đông Ấn thuộc Hà Lan kéo dài từ Makassar, Celebes đến tận Balikpapan, Borneo và Surabaya, Java. Isuzu trở thành soái hạm của Hải đội Tuần dương 16 từ ngày 1 tháng 5 năm 1942.
Vào ngày 28 tháng 6 năm 1942, Isuzu quay trở về Yokosuka, Kanagawa để sửa chữa và đại tu, và công việc này kết thúc kịp lúc cho phép Isuzu tham gia trong Chiến dịch biển Banda vào ngày 26 tháng 7 năm 1942, nơi nó hỗ trợ các hoạt động đổ bộ lên quần đảo Tanimbar.
Trong tháng 8 năm 1942, Isuzu được bố trí sang chiến trường Ấn Độ Dương, tuần tra giữa Singapore, Mergui, Burma, cảng Sabang, Sumatra và Penang, Malaya. Tuy nhiên, vào ngày 24 tháng 8 năm 1942, Isuzu được bố trí trở lại Makassar.

### Chiến dịch quần đảo Solomon
Vào ngày 16 tháng 9 năm 1942, Isuzu và Kinu được bố trí để hộ tống đợt vận chuyển thứ nhất của Sư đoàn 2 Lục quân dưới quyền chỉ huy của Trung tướng Masao Maruyama từ Batavia đến quần đảo Solomon (Rabaul, New Britain và quần đảo Shortland và Bougainville). Từ Shortland, Isuzu được lệnh lên đường đi đến Truk thuộc quần đảo Caroline, nơi nó thay thế cho tàu tuần dương Jintsu vừa bị hư hại làm soái hạm cho Hải đội Khu trục 2 dưới quyền chỉ huy của Chuẩn Đô đốc Raizo Tanaka, bao gồm các đội 15, 24 và 31 với tổng cộng 9 tàu khu trục.
Trong các ngày 11 và12 tháng 10 năm 1942, Isuzu dẫn đầu Đội tàu khu trục 31 hoạt động tại Guadalcanal, tháp tùng các thiết giáp hạm Haruna và Kongo, các tàu sân bay Junyo và Hiyo, tàu tuần dương Maya của Hải đội Tuần dương 4 và Myoko của Hải đội 5. Isuzu hoạt động hộ tống cùng với các đội tàu khu trục 15 và 31 đồng thời nả pháo xuống các khẩu đội Thủy quân Lục chiến Mỹ trên đảo Tulagi trong quá trình Kongo và Haruna nả pháo xuống sân bay Henderson, Guadalcanal.
Trong các ngày 24 và 25 tháng 10 năm 1942, Isuzu tham gia trận chiến Santa Cruz, nhưng không bị hư hại. Từ ngày 3 đến ngày 5 tháng 11 năm 1942, nó hộ tống các tàu vận chuyển lực lượng tăng cường cho Sư đoàn 38 Lục quân đến Shortland.
Isuzu còn tham gia trận Hải chiến Guadalcanal vào ngày 13 tháng 11 năm 1942. Isuzu chịu đựng hai quả bom ném suýt trúng từ những máy bay ném bom bổ nhào SBD Dauntless của Thủy quân Lục chiến Mỹ. Phòng nồi hơi số 3 bị ngập nước và tốc độ của nó bị giảm xuống còn 28 km/h (15 knot). Nó được tàu khu trục Asashio trợ giúp quay trở về Shortland để được sửa chữa khẩn cấp, có thể là bởi chiếc tàu sửa chữa Yamabiko Maru. Các công việc sửa chữa khác được thực hiện tại Truk vào ngày 20 tháng 11 năm 1942, nhưng Isuzu bị buộc phải quay về Yokosuka, đến nơi vào ngày 14 tháng 12 năm 1942.
Tại xưởng tàu của hãng Mitsubishi tại Yokohama, Kanagawa, Isuzu được sửa chữa và cải biến bằng việc trang bị radar dò tìm trên không Kiểu 21. Tháp pháo 140 mm Số 7 được thay thế bằng một khẩu đội phòng không 12,7 cm/40 caliber nòng đôi không che chắn. Tháp pháo Số 5 bị tháo bỏ, và được bổ sung hai khẩu pháo phòng không 25 mm Kiểu 96 ba nòng, đưa tổng số nòng pháo phòng không hạng nhẹ lên mười khẩu 25 mm và một khẩu đội 13 mm bốn nòng phía trước cầu tàu.
Vào ngày 1 tháng 4 năm 1943, trong khi việc sửa chữa và cải biến còn chưa hoàn tất, Isuzu được phân về Hải đội Tuần dương 14 vừa mới được thành lập dưới quyền chỉ huy của Chuẩn Đô đốc Kenzo Ito cùng với chiếc Naka. Isuzu cuối cùng đã có thể rời Yokosuka vào ngày 21 tháng 5 năm 1943, quay trở lại Truk cùng với lực lượng tăng cường và tiếp liệu vào ngày 21 tháng 6 năm 1943. Sau đó nó được phân công vận chuyển lực lượng chiếm đóng Nauru vào ngày 25 tháng 6 năm 1943. Isuzu tiếp tục đặt căn cứ tại Truk cho đến ngày 15 tháng 10 năm 1943, khi nó được gọi quay trở về Tokushima, rồi cùng với Naka tiến hành vận chuyển lực lượng đến Thượng Hải. Vào ngày 23 tháng 10 năm 1943 trên biển Đông Trung Quốc, Isuzu bị tàu ngầm Mỹ Shad tấn công, vốn đã bắn tổng cộng mười quả ngư lôi, nhưng đã không thể đánh trúng cả Isuzu lẫn Naka.
Isuzu quay trở lại Truk vào ngày 28 tháng 10 năm 1943, và được phân công hộ tống một đoàn tàu vận tải chuyển binh lính đến Kavieng, New Ireland. Đoàn tàu vận tải bị những máy bay ném bom hạng nặng B-24 Liberator thuộc Không lực 13 tấn công ở cách 97 km (60 dặm) về phía Bắc Kavieng, và Isuzu trúng phải một quả thủy lôi do tàu ngầm Silversides thả, làm hư hại thân tàu phía trước khiến vô hiệu hóa hai khẩu đội pháo. Isuzu quay trở về Rabaul để sửa chữa, và nó vẫn có mặt tại cảng Rabaul khi xảy ra trận ném bom Rabaul vào ngày 5 tháng 11 năm 1943. Tuy nhiên máy bay từ các tàu sân bay Saratoga và Princeton của Lực lượng Đặc nhiệm 38 chỉ càn quét chiếc tàu tuần dương, và Isuzu quay trở về Truk để sửa chữa.

### Các hoạt động tại Nam Thái Bình Dương
Ngày 20 tháng 11 năm 1943, quân đội Mỹ mở "Chiến dịch Galvanic" nhằm tái chiếm quần đảo Gilbert. Isuzu được giao nhiệm vụ vận chuyển binh lính từ Ponape đến Kwajalein và Mili (Mille). Trong khi ở tại Roi ngày 5 tháng 12 năm 1943, Isuzu bị các máy bay ném bom bổ nhào SBD Dauntless và máy bay ném bom-ngư lôi TBF Avenger từ các tàu sân bay mới Yorktown (CV-10) và Lexington (CV-16) của Đội Đặc nhiệm 50.1 tấn công. Việc sửa chữa được thực hiện tại Kwajalein và Truk, nhưng Isuzu một lần nữa bị buộc phải rút lui về Yokosuka vào ngày 17 tháng 1 năm 1944.
Trong khi ở lại Nhật Bản, Isuzu được cải biến thành một tàu tuần dương phòng không tại xưởng tàu của hãng Mitsubishi Heavy Industries. Tất cả các khẩu pháo 140 mm (5,5 inch) được tháo bỏ và hai khẩu 127 mm (5 inch) nòng kép được trang bị. Số lượng pháo phòng không 25 mm Kiểu 96 được tăng lên 38 nòng. Máy phóng và thủy phi cơ được báo bỏ. Các bộ radar dò tìm trên không Kiểu 13 và Kiểu 21, dò tìm mặt đất Kiểu 22 được trang bị hoặc cải biến; và hệ thống sonar cùng đường ray thả mìn sâu được bổ sung. Ngày 20 tháng 8 năm 1944, Isuzu trở thành soái hạm của Hải đội Tuần dương 31 (chống tàu ngầm) của Chuẩn Đô đốc Heitaro Edo; và Isuzu được cho sẵn sàng tác chiến trở lại vào ngày 14 tháng 9 năm 1944.

### Trận chiến vịnh Leyte
Ngày 20 tháng 10 năm 1944, Isuzu tham gia trận chiến vịnh Leyte trong thành phần Lực lượng Phía Bắc để nhữ mồi của Phó Đô đốc Ozawa Jisaburo. Trong trận chiến mũi Engaño ngày 25 và 26 tháng 10 năm 1944, lực lượng của Ozawa bị các máy bay TBM-1C của Phi đội VT-21 từ tàu sân bay Belleau Wood và Phi đội VT-51 từ San Jacinto thuộc Đội Đặc nhiệm 38.4 tấn công. Tàu sân bay Chitose bị hư hại nặng và Isuzu đã tìm cách kéo nó bất thành. Sau khi Chitose bị chìm, Isuzu vớt được 480 người sống sót. Cùng ngày hôm đó, Isuzu tìm cách bảo vệ tàu sân bay Chiyoda, vốn bị hư hại bởi một đợt tấn công thứ hai của máy bay từ các tàu sân bay Lexington và Franklin. Tuy nhiên, một đợt tấn công thứ ba đã đánh chìm Chiyoda cùng với mọi người trên tàu. Trong khi đang vớt những người sống sót, Isuzu chịu đựng hỏa lực từ các tàu tuần dương Mỹ khiến 13 thành viên thủy thủ đoàn thiệt mạng.
Isuzu quay trở về Okinawa vào ngày 27 tháng 10 năm 1944, và đi đến Kure, Hiroshima, nơi nó thực hiện một chuyến vận chuyển binh lính đến Manila và Brunei. Ngày 19 tháng 11 năm 1944, ở cách 89 km (55 dặm) về phía Tây Corregidor, Isuzu bị tàu ngầm Hake tấn công, và bị trúng một trong số sáu ngư lôi bắn ra, làm hư hại nặng đuôi tàu và bánh lái bị phá hủy. Sau khi thực hiện các sửa chữa khẩn cấp ngoải biển, Isuzu lê lết được về Singapore.

### Các hoạt động tại Đông Ấn thuộc Hà Lan
Sau khi thực hiện các sửa chữa tạm thời, Isuzu được chuyển đến Surabaya để hoàn tất việc sửa chữa vào ngày 10 tháng 12 năm 1944. Ngày 4 tháng 4 năm 1945, Isuzu được cử ra vận chuyển một lực lượng binh lính từ Kupang đến đảo Sumbawa. Nó bị phát hiện và truy đuổi bởi một nhóm tàu ngầm Mỹ bao gồm Charr, Besugo và Gabilan, và không lâu sau có thêm tàu ngầm Anh Spark cùng tham gia. Vào ngày 6 tháng 4 năm 1945, ở về phía Bắc Sumbawa, Isuzu bị mười máy bay ném bom B-25 Mitchell thuộc Phi đội 18 (Đông Ấn thuộc Hà Lan) đặt căn cứ tại sân bay Batchelor phía Nam Darwin, Northern Territory, Australia tấn công. Isuzu bị hư hại nhẹ do những quả bom ném suýt trúng mạn phải phía mũi tàu trong số khoảng 60 quả bom ném ra.
Cuối ngày hôm đó, nó đổ bộ lực lượng tại vịnh Bima, trên bờ biển Đông Bắc Sumbawa. Trên đường rút lui gần Flores, Isuzu bị đánh trúng phần mũi tàu bởi các máy bay B-24 Liberator thuộc các phi đội 21 và 24 Không quân Hoàng gia Anh đặt căn cứ tại Northern Territory, Australia. Hai chiếc B-24 đã bị các máy bay tiêm kích của Không lực Lục quân Nhật bắn rơi.
Tại địa điểm giữa Sumbawa và quần đảo Komodo, USS Besugo đã bắn chín quả ngư lôi vào nhóm của Isuzu. Chiếc tàu tuần dương được bình an, nhưng một tàu quét mìn Nhật bị đánh chìm. Ngày hôm sau 7 tháng 4 năm 1945, ở vị trí 97 km (60 dặm) Tây Bắc Bima, Isuzu bị đánh trúng một trong số năm quả ngư lôi phóng ra bởi USS Gabilan. Quả ngư lôi đánh trúng mạn trái bên dưới cầu tàu, gây ngập nước phần phía trước. Vận tốc của Isuzu bị giảm xuống dưới 18,5 km/h (10 knot), và nó bị nghiêng và chìm mũi. Trong khi thủy thủ đoàn đang thực hiện các sửa chữa khẩn cấp, USS Charr bắn thêm bốn quả ngư lôi và trúng đích hai quả gần phòng động cơ phía sau. Charr lại bắn thêm hai quả nữa, và một quả đã cắt rời phần mũi chiếc Isuzu, làm nó chìm tại tọa độ 07°38′N 118°09′Đ / 7,633°N 118,15°Đ, dưới sự chứng kiến của chiếc HMS Spark. Thuyền trưởng và 450 thành viên thủy thủ đoàn được cứu sống, nhưng có 190 người đã chìm theo con tàu.
Isuzu được rút khỏi danh sách Đăng bạ Hải quân vào ngày 20 tháng 6 năm 1945.

## Danh sách thuyền trưởng
- Takenori Ishiwata (sĩ quan trang bị trưởng): 29 tháng 10 năm 1921 – 15 tháng 8 năm 1923
- Takenori Ishiwata: 15 tháng 8 năm 1923 – 20 tháng 11 năm 1923
- Teikichi Hori: 20 tháng 11 năm 1923 – 3 tháng 3 năm 1924
- Hisao Ichimura: 3 tháng 3 năm 1924 – 1 tháng 12 năm 1924
- Shigeru Matsuyama: 1 tháng 12 năm 1924 – 20 tháng 11 năm 1925
- Shigehiko Tamura: 20 tháng 11 năm 1925 – 25 tháng 4 năm 1926
- Sadaichi Matsunaga: 25 tháng 4 năm 1926 – 1 tháng 12 năm 1926
- Takemi Tsudome: 1 tháng 12 năm 1926 – 20 tháng 8 năm 1928
- Isoroku Yamamoto: 20 tháng 8 năm 1928 – 10 tháng 12 năm 1928
- Rokuro Hani: 10 tháng 12 năm 1928 – 26 tháng 9 năm 1929
- Kenichi Ikenaka: 26 tháng 9 năm 1929 – 27 tháng 11 năm 1929
- Shiro Takasu: 27 tháng 11 năm 1929 – 1 tháng 12 năm 1930
- Terumichi Goto: 1 tháng 12 năm 1930 – 14 tháng 9 năm 1931
- Rokuro Horie: 14 tháng 9 năm 1931 – 14 tháng 11 năm 1931
- Aritaka Aihara: 14 tháng 11 năm 1931 – 16 tháng 2 năm 1932
- Katsuji Masaki: 16 tháng 2 năm 1932 – 20 tháng 6 năm 1932
- Seizo Yamada: 20 tháng 6 năm 1932 – 15 tháng 11 năm 1932
- Minoru Yamaguchi: 15 tháng 11 năm 1932 – 15 tháng 11 năm 1933
- Mitsuru Yamada: 15 tháng 11 năm 1933 – 15 tháng 11 năm 1934
- Kakusaburo Makita: 15 tháng 11 năm 1934 – 15 tháng 11 năm 1935
- Keizo Chiba: 15 tháng 11 năm 1935 – 7 tháng 1 năm 1936
- Kenzaburo Hara: 7 tháng 1 năm 1936 – 25 tháng 4 năm 1936
- Sadaichi Matsunaga: 25 tháng 4 năm 1936 – 1 tháng 12 năm 1936
- Tamon Yamaguchi: 1 tháng 12 năm 1936 – 1 tháng 12 năm 1937
- Motoji Nakamura: 1 tháng 12 năm 1937 – 20 tháng 11 năm 1938
- Aiji Hashimoto: 20 tháng 11 năm 1938 – 15 tháng 11 năm 1939
- Nobumichi Tsuruoka: 15 tháng 11 năm 1939 – 1 tháng 9 năm 1941
- Koichi Ura: 1 tháng 9 năm 1941 – 30 tháng 1 năm 1943
- Kiyohiko Shinoda: 30 tháng 1 năm 1943 – 20 tháng 6 năm 1944
- Gengo Matsuda: 20 tháng 6 năm 1944 – 7 tháng 4 năm 1945